# 鈴木ナカ
鈴木 ナカ（すずき ナカ、1846年〈弘化3年〉6月19日 - 1905年〈明治38年〉10月14日）は、日本の実業家。食品企業である味の素株式会社の創業者及び初代社長である二代目鈴木三郎助、2代目社長の鈴木忠治の母。ナカ自身は、味の素の創業に直接は関与していないが、ナカが家業復興のために興したヨード（ヨウ素）盛業は、間接的ながらうま味調味料「味の素」の開発に貢献した。味の素株式会社では「真の創業者」とされている。また夫を喪った後のナカの子供たちへの教育も、実業家としての三郎助と忠治に大きな影響を与えた。

## 経歴

### 誕生 - 事業開始まで
相模国三浦郡秋谷村（後の神奈川県横須賀市秋谷）の豪農の家で、長女として生まれた。1867年（慶応3年）に、米の仲買商に奉公した。15年後、この仲買商から鈴木忠七（初代三郎助）が独立し、ナカは彼のもとに嫁いだ。三郎助は相模国葉山（後の神奈川県葉山町）に、米と酒の小売店「滝屋」を起業した。ナカも小売りを手伝いつつ、家庭では長男の泰助（二代目鈴木三郎助）、次男の忠治を含めて、二男二女に恵まれた。三郎助は新たな家業への情熱を込めて、自分の幼名の「忠」の字と「ナカ」の名にちなみ、商標に「㊥」の字を用いた。
しかし1875年（明治8年）に大流行した腸チフスで、夫の三郎助と次女が急逝した。ナカは29歳の若さにして未亡人となり、子供たちも、一番年上の泰助がまだ9歳であった。ナカは気丈な性格から「長男が一人立ちするまでは男となって働かなければならない」と考えた。夫の死に悲嘆しつつも、亡き夫の遺した「滝屋」を守り、商売を続けた。
遺された子供たちのために、父親役もこなした。泰助が小学校を卒業すると、藤沢の私塾である耕余塾を経て、商業実務を身に着けさせるために、浦賀の米穀商である加藤小兵衛商店に奉公させた。その間にも、ナカは女手一つで店を切り盛りした。4年後に泰助を実家に呼び戻し、二代目鈴木三郎助の名を継がせた。

### ヨード事業
1880年代半ば、三郎助は投機に失敗し、1万から2万円もあった父の遺産の大半を失った。それだけでは飽き足らず、家屋敷、田畑や山林まで抵当に入れてしまった。このために鈴木家は、生活費にも事欠くほどになった。ナカは家計を支えるために、避暑客を相手に間貸しを始めた。当時は海水浴の流行に伴って、景色の良い葉山が保養地として注目され始めていたことに着目してのことである。このことが、鈴木家の転機となった。
間借りをした客の1人に、当時の日本唯一の近代的製薬会社の大日本製薬の技師である村田春齢がいた。村田家はナカと親しくなり、村田がナカたちの窮状を知って、「この辺りの海に豊富に繁殖しており、海岸にも打ち上げられているカジメ（海藻）が、ヨードの原料になる」と教えた。当時、ヨードは医薬品や殺菌剤の原料として需要があり、房総などで漁民が副業としてヨード製造を行っていたが、その量は少なく、日本ではヨードの大半を欧米からの輸入に頼る時代であった。ナカが早速、海岸からカジメを採ってくると、村田により、ヨード製造に適していることが確かめられた。ナカは家運回復を、ヨードに賭けることを決心した。
幸いにも家には、夫による菜種油の製造所が遺されていた。1888年（明治21年）8月、ナカは村田の指導のもと、家の庭に作業所を作り、三郎助の妻テルと共にヨード製造に取り組んだ。ナカは田舎女性に過ぎず、化学の知識は皆無、また設備も貧弱、燃料も薪や炭のみで火加減一つとっても困難な時代にあって、ヨード製造は決して容易ではなかった。ヨード抽出の過程でカジメを加熱すると悪臭を伴うため、作業は夜間に行われ、ほぼ不眠不休であった。昭和初期の石井研堂による書『明治事物起源』には、「もと化学者にあらざる母子は如何にしても好結果なく、母は21日間塩断ちするなど、共に心胆砕きて苦心せり」と、当時の苦心が記されている。
取組開始から数十日後、ナカとテルは試行錯誤の末に、ついにヨードの抽出に成功した。1889年（明治22年）に、鈴木家でヨード事業が本格的に開始された。やがて三郎助も、弟の忠治と共に協力した。経営が軌道に乗った頃には、ナカは家で雇っていた作業員たちに交じって連日、率先して不眠不休の労働に明け暮れていた。
1893年（明治26年）、鈴木家は鈴木製薬所を設立した。三郎助は営業、忠治は技術を受け持ち、ナカは工場長といえる立場であった。その頃、日本の近代薬学の開祖とされる薬学者の長井長義（東京帝国大学教授）の助力も得ることができた。ヨード製造は順調に伸び、ヨードカリ（ヨウ化カリウム）、ヨードチンキなど製品も増えた。1895年（明治28年）には、その事業は民間の枠を越えて、輸出も行うようになった。明治30年代末には、その業績は業界随一といわれた。

### 晩年 - 没後
1904年（明治37年）には、日露戦争に伴うヨードの需要の増加により、ナカたちのヨード事業は莫大な利益を上げた。ナカは事業の成功を見届けた後、1905年（明治38年）10月14日に59歳で死去した。墓碑は三浦市の光徳寺にある。
鈴木製薬の業績が不振となった後、三郎助は東京帝国大学の教授である池田菊苗を訪ねた。池田はコンブについて研究しており、コンブもまたヨードの原料の一つのためであった。池田の研究はコンブのうま味の抽出であり、ヨードとは無関係であったが、当時の三郎助は化学薬品工業界における著名な人物となっており、池田にとっては真っ先に自分を訪ねてくれた「意中の人」であった。池田は後に、グルタミン酸ソーダの製造法を発明して、その工業化を三郎助に依頼した。やがて鈴木家は一族の総力をあげて、新製品「味の素」を完成させた。
ナカは味の素に直接は関連していないが、彼女が始めたヨード事業は、間接的に味の素の開発に貢献したことになる。ナカと夫の初代三郎助の名にちなんだ商標「㊥」は、鈴木家の象徴とされ、味の素株式会社の創業期まで使用され続けた。後年の『味の素株式会社社史』（1971年）でも、当時の社長である鈴木恭二（ナカの孫にあたる三代目鈴木三郎助の娘婿）が、ナカらのヨード製造が「味の素」の端緒であることを述べている。

## 人物・評価

### 鈴木家の母として
夫亡き後は、遺された子供たちの教育に熱心であった。子供たちには「おん身たちは早く父上に別れて不幸せの子だ。しかしお母さんが父上に代わって、おん身たちをこれからしっかり教育する覚悟をしている。おん身達はこの母を父上と思って、いいつけに背いてはならぬ」と、涙ながらに諭していた。三郎助は味の素の創業後に、社史で「この時のことは今でも忘れない…その時、赤ん坊の忠治でも霊妙な感じを受けただろう。何しろ母のあれくらい真剣な態度というのは、ちょっとその後見ない。何だか恐ろしいような気がした」と振り返っている。
次男の忠治が横浜商業学校に進学したときも、鈴木家は経済的な危機に瀕していたが、ナカが英断して、質屋で資金を工面して進学させた。三郎助は猪突猛進、忠治は地味な学究肌と、兄弟の性格は対照的であったが、三郎助が物事に進みすぎて退けなくなると、「忠治が承知しよらんで困ります」と忠治に押しつけ、忠治は「兄はあの気性ですから涙もろくて」と後処理する名コンビであり、こうした結束の強さもまた、ナカの教育の賜物であった。
三郎助の妻にテルを選んだこともまた、ナカによる夫亡き後の鈴木家再興の策の一つだった。テルの実家は名高い呉服屋であり、当時の鈴木家とは家柄が不釣合いにも思われたが、ナカの実家が豪農であったこと、さらにナカの積極的な働きかけもあって、縁談が成立した。三郎助が投機に明け暮れ、資金調達にテルの着物まで質に入れると、テルは実家から離婚を勧められたが、「たとえ乞食に落ちぶれても、里方へ戻る気はありません」と、きっぱりと断った。ナカは、テルが期待通りの女性であったことから、テルの妹を忠治の妻に迎え、このことで兄弟と家庭の仲は一層、堅いものとなった。ヨード製造にあたっても、ナカとテルは二人三脚で取り組んでおり、嫁姑の確執どころか、真の同志といえた。初めてのヨード抽出に成功した日、ナカとテルは、薄暗い作業場の中で手を取り合って喜んだ。
ナカの没後も、三郎助は生涯にわたってナカヘの感謝を忘れることはなく、「沃度（ヨード）製造の事業は、母が起しそして成功させてくれた」と語り、常に鈴木家の成功を母の創意と努力の賜物としていた。三郎助の没後にも、鈴木家ではナカに対して、家業の祖として大きな尊敬が払われた。

### 事業家として
家業に対しては、質素と倹約に努めた。ヨード事業の前の、夫亡き後の「滝屋」繁盛の陰には、ナカの健気な姿勢にうたれた取引先や、消費者の支援もあった。強い精神力の持ち主であり、家業がどんなに逆境にあっても、落胆せず気丈に振る舞って従業員を励ましたりしたため、誰からも慕われた。商標の「㊥」の字から、近隣から「まるなか」と呼ばれて親しまれ、店は繁盛した。
ヨード事業の本格化の後も、その働きは男顔負けであった。朝は誰よりも早く起きて、カジメを採るために雇った男たちを船で海に出し、自分はテルと共に海岸でカジメを拾い集めた。船が陸に戻ると、カジメの陸揚げのために先頭に立って働いた。従業員が午前3時頃に叩き起こされ、仕事場に出ると、ナカがすでに一仕事終えていたこともあり、従業員たちがナカに負けじと仕事に取り組むことで、職場は常に活気に満ちていた。三郎助も、当初はヨードに無関心であったものの、事業に協力し始めたのは、朝から夕方まで真っ黒になるまで働くナカの姿に、次第に心を動かされたからである。調味料「味の素」の開発もまた苦難の連続であったが、鈴木家がそれを乗り越えることができたのは、鈴木家の土壌を築き上げたナカの功績だとする意見もある。
事業運営の創意工夫と努力も、常に怠ることはなかった。技術面でも、ヨードカリの結晶も、ナカの作ったものが最も粒揃いであった。その姿勢は、長井長義からも高く評価された。長井は毎年、修学旅行のたびに葉山に立ち寄り、教え子たちに「君たちに、日本で一番偉い女性を紹介する」と言って、ナカたちの奮闘の姿を見学させて、ナカや鈴木家が数々の困難を乗り越えて事業を成し遂げた功績を生徒たちに説明していた。ナカの没後も、ナカの写真を指して「こういう高学歴でない一婦人でも、これだけ意義のある仕事を残した。まして、あなた方高等教育を受けた者は、よほど肝をすえてがんばらねばならない」と諭していた。社史研究家である村橋勝子も、ナカの事業家としての統率力、人事管理能力を高く評価しており、自著で「鈴木家の救世主」と綴っている。